# Raggau
Raggau ist ein Ortsteil der Gemeinde Schwarzhofen im Oberpfälzer Landkreis Schwandorf in Bayern.

## Geographische Lage
Raggau befindet sich ungefähr vier Kilometer nördlich von Schwarzhofen im Tal des See-Baches, der nördlich von Raggau im Eheholz entspringt und etwa zwei Kilometer weiter südwestlich in die Schwarzach mündet.

## Geschichte

### Anfänge bis zum 18. Jahrhundert
Raggau, auch Räckau, Rackhau und Rackau, wird in den Musterungsregistern 1522 mit zwei Mannschaften und 1572 mit vier Mannschaften aufgeführt.
1622 gab es in Raggau vier Höfe. 1631 gehörte Raggau zum inneren Amt Neunburg vorm Wald und hatte vier Höfe, einen Inwohner (Hüter), 44 Rinder, 12 Schweine, 139 Schafe, 3 Ziegen und 2 Bienenstöcke.
1661 nach Ende des Dreißigjährigen Krieges vier Höfe (einer davon musste wieder aufgebaut werden), einen Inwohner (Hüter), 38 Rinder und 10 Schweine.
Ende des 18. Jahrhunderts wurden für Raggau fünf Anwesen und ein Gemeinde-Hüthaus aufgeführt.

### 19. Jahrhundert bis zur Gegenwart
Entsprechend einer Verordnung von 1808 wurde das Landgericht Neunburg vorm Wald in 55 Steuerdistrikte unterteilt. Dabei bildete Haag bei Schwarzhofen mit den Ortschaften Denglarn, Girnitz, Höfen bei Uckersdorf, Krimling, Laubenhof, Raggau und Uckersdorf einen Steuerdistrikt. Raggau hatte zu dieser Zeit fünf Anwesen und 32 Einwohner.
1830 bis 1972 bildete Haag bei Schwarzhofen zusammen mit den Ortschaften Denglarn, Krimling, Laubenhof und Raggau eine selbständige Gemeinde.
Zum Stichtag 23. März 1913 (Osterfest) wurde Raggau als Teil der Pfarrei Schwarzhofen mit fünf Häusern und 40 Einwohnern aufgeführt.
Bei der Eingliederung der Gemeinde Haag bei Schwarzhofen in die Gemeinde Schwarzhofen 1972 gelangte Raggau zur Gemeinde Schwarzhofen.
Am 31. Dezember 1990 hatte Raggau 28 Einwohner und gehörte zur Pfarrei Schwarzhofen.